# Танагра червононога
Тана́гра червононога (Chlorornis riefferii) — вид горобцеподібних птахів родини саякових (Thraupidae). Мешкає в Андах. Це єдиний представник монотипового роду Червононога танагра (Chlorornis).

## Опис
Довжина птаха становить 20 см, вага 53 г. Забарвлення переважно яскраво-смарагдово-зелене. На обличчі рудувато-каштанова "маска", гузка рудувато-каштанова. Дзьоб червоний, лапи оранжево-червоні.

## Підвиди
Виділяють п'ять підвидів:

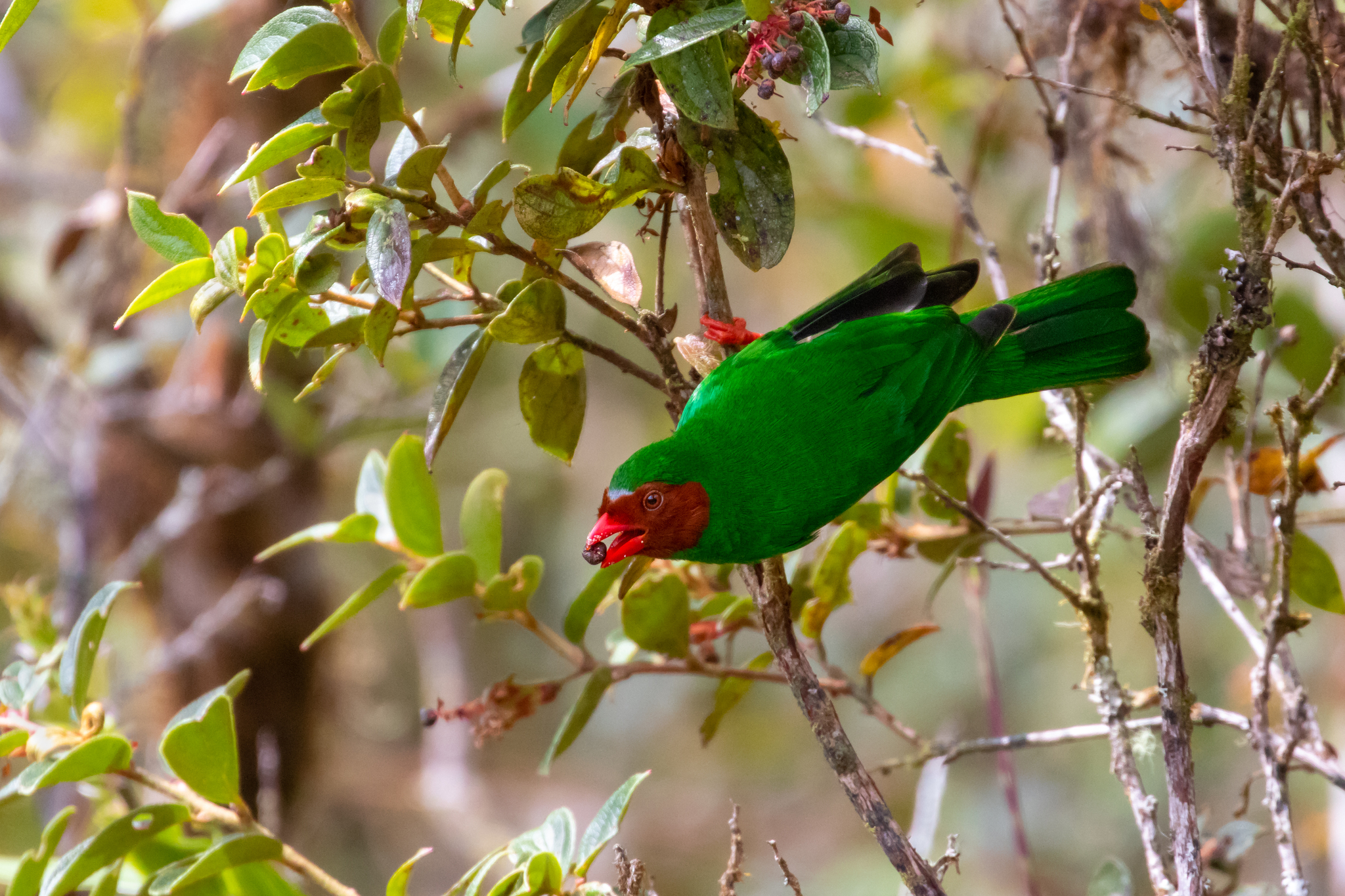
Червононога танагра

- C. r. riefferii (Boissonneau, 1840) — Колумбійські і Еквадорькі Анди;
- C. r. dilutus Zimmer, JT, 1947 — Центральний хребет Анд на півночі Перу;
- C. r. elegans (Tschudi, 1844) — Анди в Центральному Перу (Хунін);
- C. r. celatus Zimmer, JT, 1947 — Анди на крайньому південному сході Перу (Пуно);
- C. r. bolivianus (Berlepsch, 1912) — Анди на заході Болівії (Ла-Пас, Кочабамба).

## Поширення і екологія
Червононогі танагри мешкають в Колумбії, Еквадорі, Перу і Болівії. Вони живуть на узліссях вологих гірських тропічних лісів. Зустрічаються парами або зграйками від 3 до 6 птахів, на висоті від 1800 від 1500 до 3350 м над рівнем моря, переважно на висоті від 1800 до 2800 м над рівнем моря. Часто приєднуються до змішаних зграй птахів. Живляться дрібними плодами, ягодами і комахами.